# Chahla Atailia
Chahla Atailia es una deportista argelina que compitió en judo. Ganó una medalla de bronce en los Juegos Panafricanos de 1999, y dos medallas de bronce en el Campeonato Africano de Judo, en los años 1998 y 2005.

## Palmarés internacional
| Juegos Panafricanos | Juegos Panafricanos          | Juegos Panafricanos | Juegos Panafricanos |
| Año                 | Lugar                        | Medalla             | Categoría           |
| ------------------- | ---------------------------- | ------------------- | ------------------- |
| 1999                | Johannesburgo (Sudáfrica)    | Medalla de bronce   | –78 kg              |
| Campeonato Africano |                              |                     |                     |
| Año                 | Lugar                        | Medalla             | Categoría           |
| 1998                | Dakar (Senegal)              | Medalla de bronce   | –78 kg              |
| 2005                | Puerto Elizabeth (Sudáfrica) | Medalla de bronce   | –78 kg              |